# Kanton Toulouse-14
Kanton Toulouse-14 (francouzsky Canton de Toulouse-14) je francouzský kanton v departementu Haute-Garonne v regionu Midi-Pyrénées. Tvoří ho osm obcí.

## Obce kantonu
- Castelginest
- Aucamville
- Saint-Alban
- Launaguet
- Fenouillet
- Fonbeauzard
- Gagnac-sur-Garonne
- Toulouse (čtvrtě Barrière de Paris, Ginestous, Lalande a Sesquières)